# Joram van Klaveren
Pour les articles homonymes, voir van Klaveren.
Joram van Klaveren, né le 23 janvier 1979 à Amsterdam, est un homme politique néerlandais. Élu représentant à la Seconde Chambre des États généraux lors des élections de 2010, il est réélu aux élections de 2012 et siège à partir de 2014 au sein du groupe Bontes-Van Klaveren (BvK) avec Louis Bontes, après avoir quitté celui du Parti pour la liberté (PVV). Du 24 mars 2011 au 11 juin 2014, il est également été membre des États provinciaux du Flevoland. Il devient célèbre pour ses commentaires anti-musulmans. En octobre 2018, il se convertit à l'islam à mi-chemin[pas clair] en écrivant un livre anti-islam. Après être devenu musulman, décide de consacrer à nouveau[pas clair] son livre à sa recherche de religiosité et à sa conversion ultérieure à l'islam. Son livre, intitulé Apostat du christianisme à l'islam à l'heure de la terreur, se transforme en Une réfutation des objections que les non-musulmans ont vis-à-vis de l'Islam.

## Biographie

### Éducation
Joram van Klaveren suit des études portant sur la religion (Godsdienstwetenschappen/Religie) et la philosophie à l’université libre d’Amsterdam. Après son doctorat, il enseigne la philosophie et les sciences sociales à l’école secondaire interconfessionnelle ISG Arcus, à Lelystad, et à l’école œcuménique Trinitas Gymnasium, à Almere.

### Carrière politique
Avant d’entrer à la chambre basse, il est stagiaire au bureau de l’Union chrétienne (CU). Entre mars 2006 et juin 2009, il est membre du conseil municipal d'Almere, après avoir été élu sur la liste du Parti populaire libéral et démocrate (VVD), conduite par Annemarie Jorritsma. Avec son collègue Mark Pol (nl), également conseiller municipal du VVD, il est à l’origine de la création de l’Organisation de la jeunesse pour la liberté et la démocratie (Jongerenorganisatie Vrijheid en Democratie, JOVD) d'Almere.
Par la suite, il agit activement au sein du groupe VVD à la Seconde Chambre des États généraux. Ayant suivi Richard de Mos (en), Joram van Klaveren devient le collaborateur politique de Martin Bosma (PVV) lorsque De Mos intègre la chambre basse. Il participe par ailleurs à la rédaction du livre de Bosma, De schijn-élite van de valse munters. Élu lors des élections de mars 2011 aux États provinciaux (Provinciale Staten) du Flevoland sous la bannière du Parti pour la liberté (PVV), il prend la présidence du groupe de son parti dans l’assemblée.
Aux élections de juin 2010, il est élu à la Seconde Chambre sous les couleurs du Parti pour la liberté. Il quitte le parti le 21 mars 2014 à la suite des déclarations tenues par Geert Wilders pendant la campagne des élections municipales (en). Le 15 avril 2014, il forme à l'assemblée avec Louis Bontes le groupe Bontes-Van Klaveren (BvK). Aussi, le 21 juin 2014, il devient membre du parti Pour les Pays-Bas (en) (VoorNederland, VNL).
Candidat à sa réélection lors des élections de 2017, il est placé en deuxième position sur la liste du parti VNL, conduite par Jan Roos (nl) et devant Bontes. La liste n'obtient pas assez de voix pour faire élire de représentant ; le mandat parlementaire de Van Klaveren prend fin le 23 mars 2017. Il est depuis président de l'Institut Adam Smith, promouvant le libéralisme économique.

### Vie privée
À l'origine protestant, il se convertit à l'islam en 2018 après avoir étudié cette religion dans l'intention d'écrire un livre virulent à son égard.

## Détail des fonctions et mandats électifs

### Mandat parlementaire
- Membre de la Seconde Chambre des États généraux (2010 à 2017)

### Mandats locaux
- Membre du conseil municipal d'Almere (2006 à 2009)
- Membre des États provinciaux du Flevoland (2011 à 2014)

## Ouvrage
- Le renégat : Du christianisme à l’islam à une époque de terreur et de sécularisation [« Apostate: From Christianity to Islam in Times of Secularisation and Terror »]  (trad. de l'anglais par Quentin Chamblay, préf. Shaykh Hamza Yusuf), Héritage Éditions, 15 mars 2024, 256 p. (ISBN 978-2-38554-072-2).